# Гар де л’Эст (станция метро)
Гар де л’Эст (фр. Gare de l'Est) — пересадочный узел линии 4, 5 и 7 Парижского метрополитена в Х округе, расположенный возле Восточного вокзала, от которого и получил название. На платформе линии 4 уставлены автоматические платформенные ворота.

## История
- 15 ноября 1907 года открылся участок линии 5 (Жак Бонсержан — Гар-дю-Нор). 21 апреля 1908 года к нему добавился зал линии 4 на участке Шатле — Порт де Клиньянкур. 5 ноября 1910 года к ним прибавился участок линии 7 Опера — Порт де ля Виллет, окончательно сформировавший пересадочный узел.
- В аналитических данных по пассажиропотоку, проводившихся RATP с 2004 по 2013 год, пересадочный узел Гар де л’Эст стабильно занимал пятое место по пассажиропотоку по входу: в 2004 году — около 15,66 миллионов пассажиров[2]. В 2011 году этот показатель составлял 19 671 320 человек[3], а в 2013 году — 19 989 528 человек[4].

## Особенности конструкции и путевое развитие
- Залы линий 5 и 7 имеют особую конструкцию. В западной части платформы линии 5 в направлении Бобиньи — Пабло Пикассо и линии 7 в направлении Ля Курнёв — 8 мая 1945 совмещаются, образуя кросс-платформенный стык без перекоммутации путей, в то время, когда платформы остальных направлений подобной особенностью не обладают. Восточные части платформ построены по типовому односводчатому проекту. С западной стороны между линиями имеется противошёрстный съезд.
- Зал линии 4 построен по типовому проекту, но перпендикулярно пересадке между линиями 5 и 7.

## Галерея

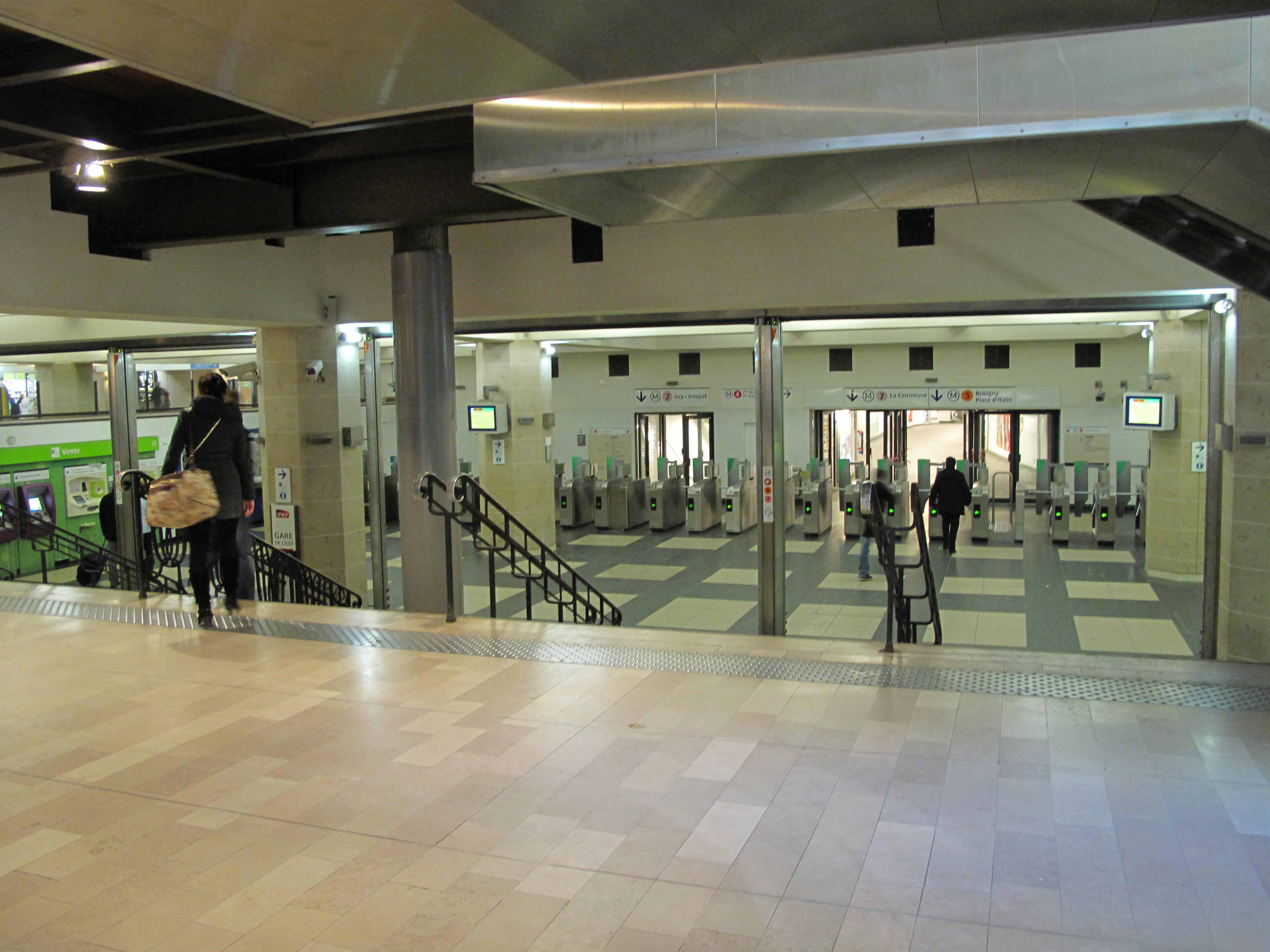
Кассовый зал
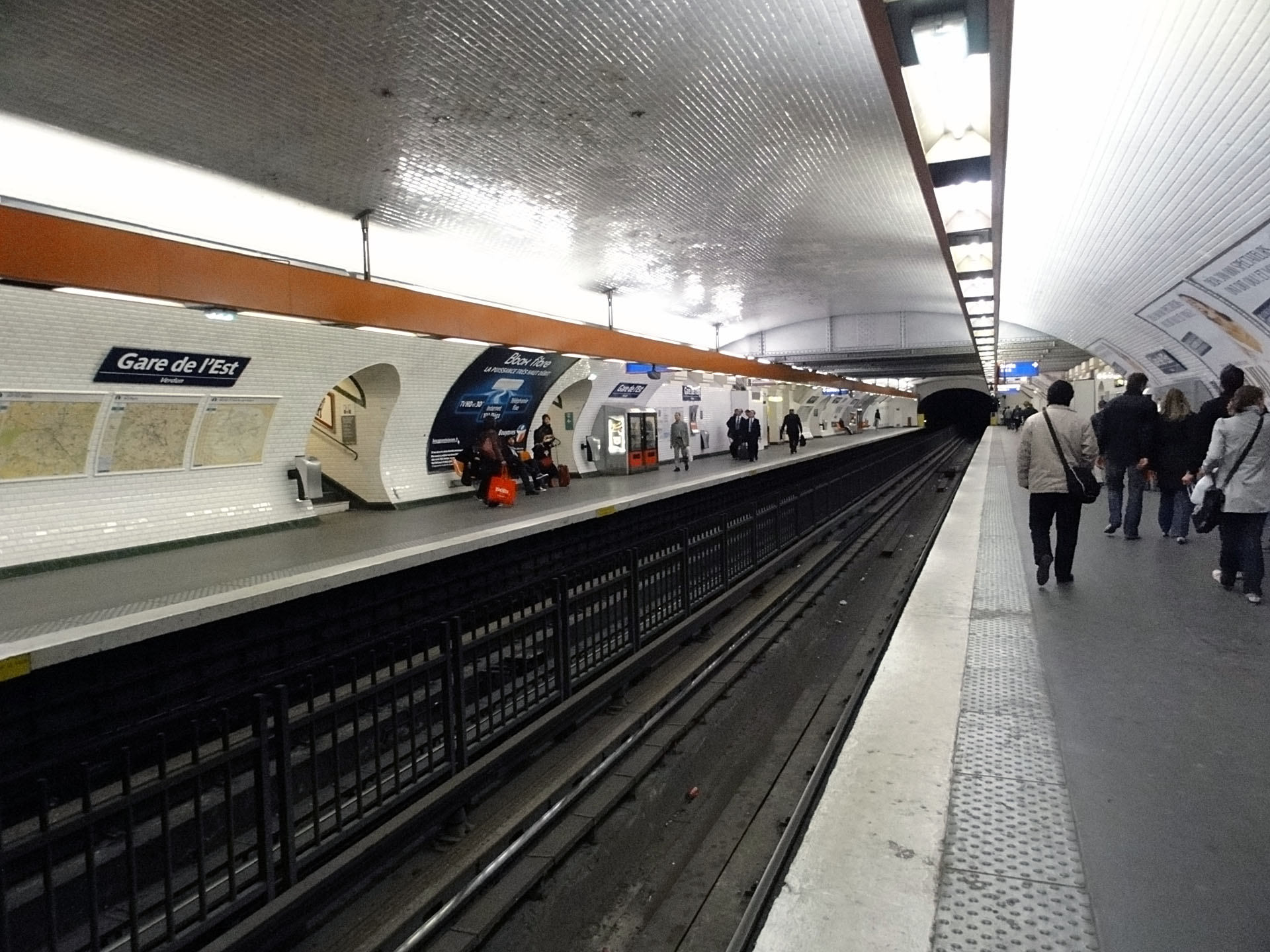
Зал линии 4
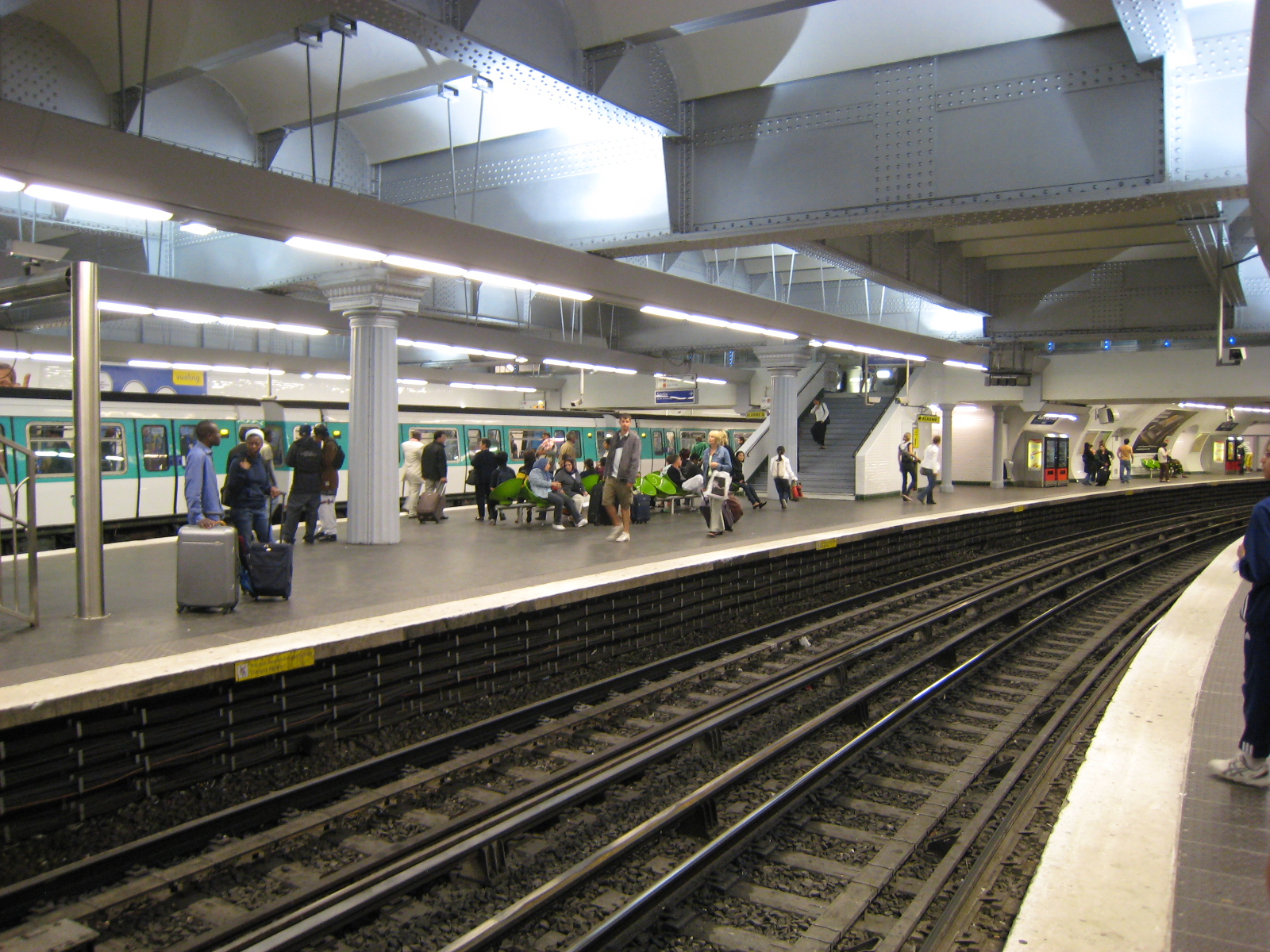
Совмещение залов линий 5 (справа) и 7 (слева)
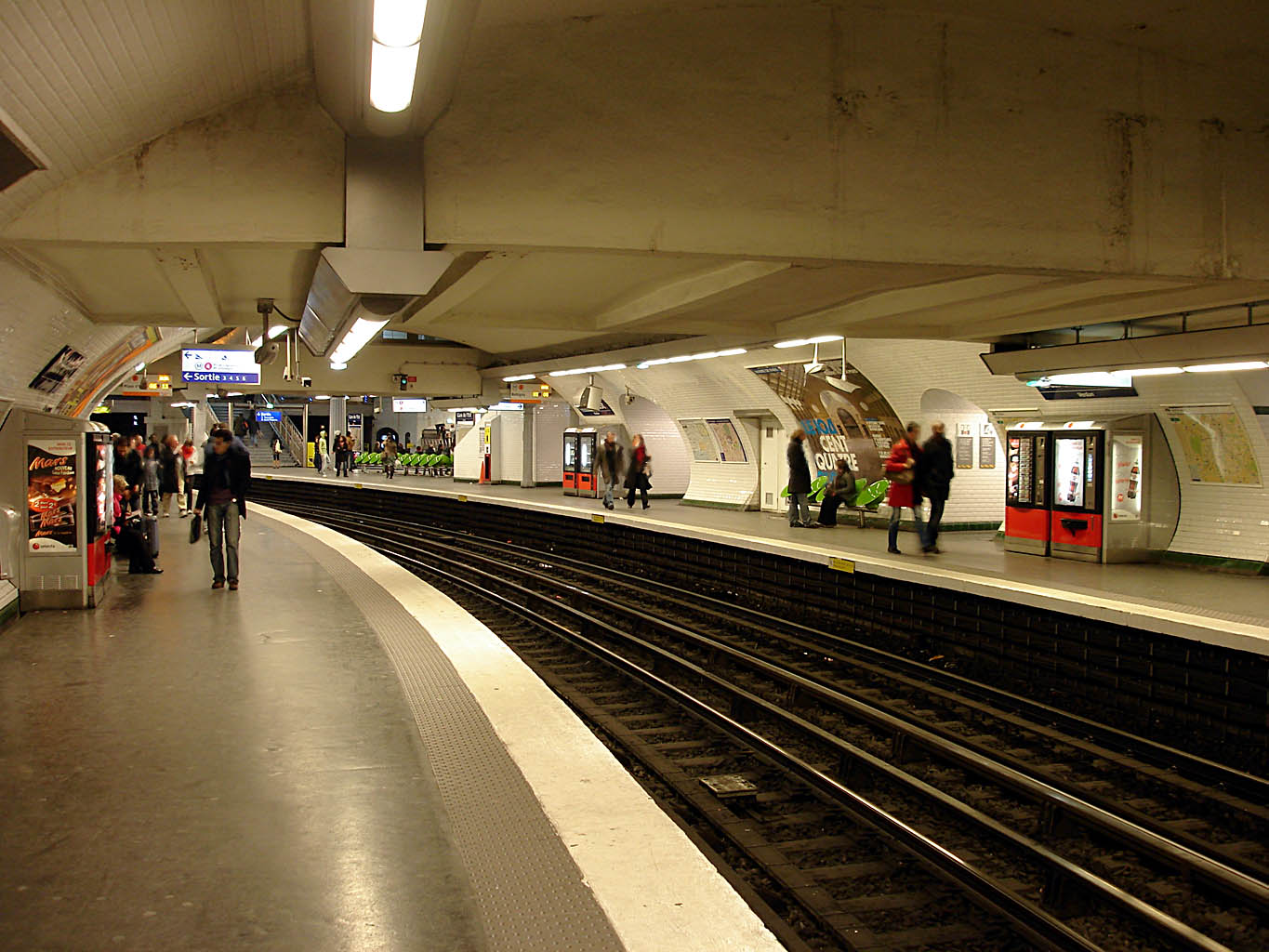
Зал линии 5
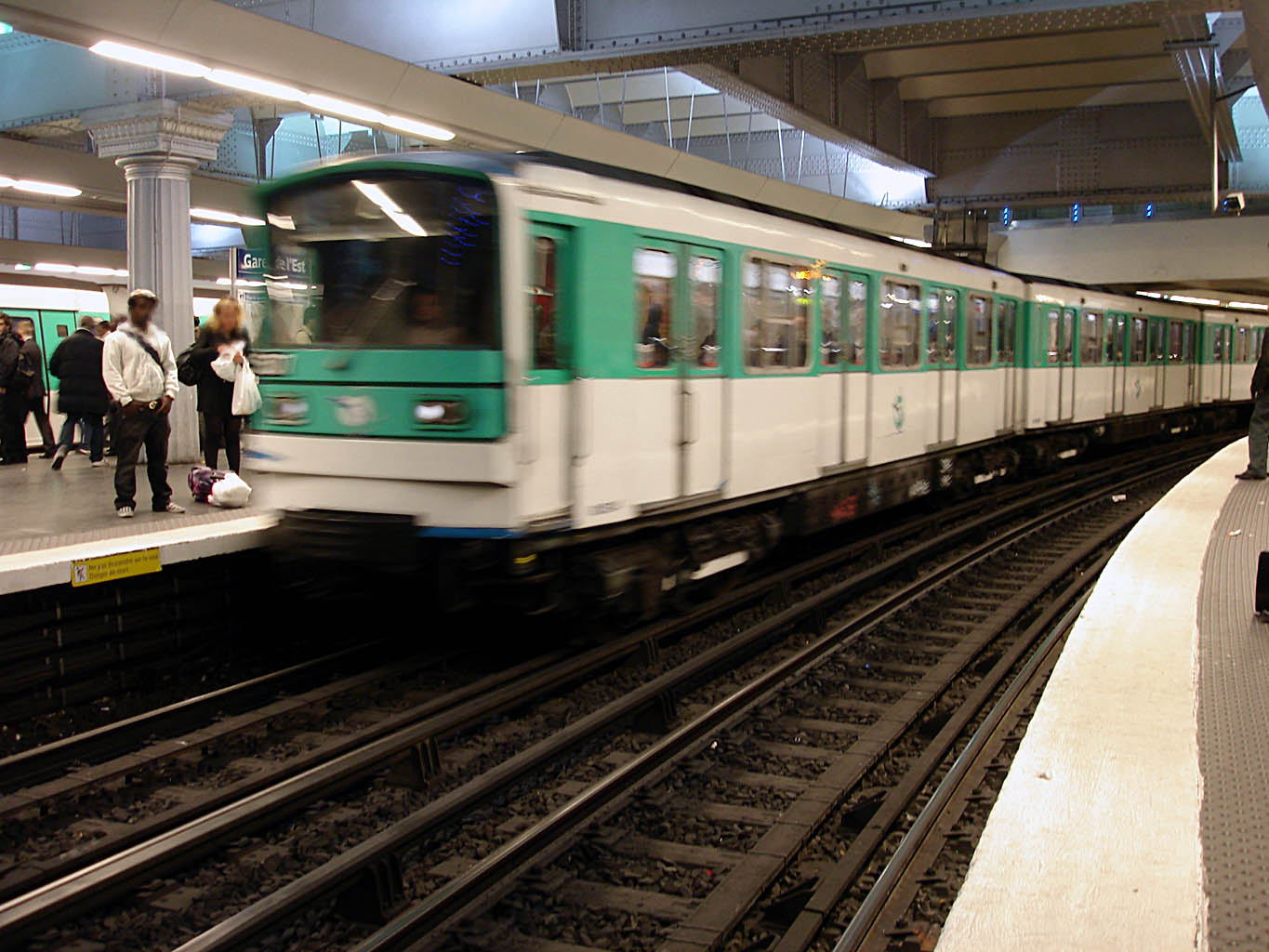
Состав модели MF 67 в зале линии 5
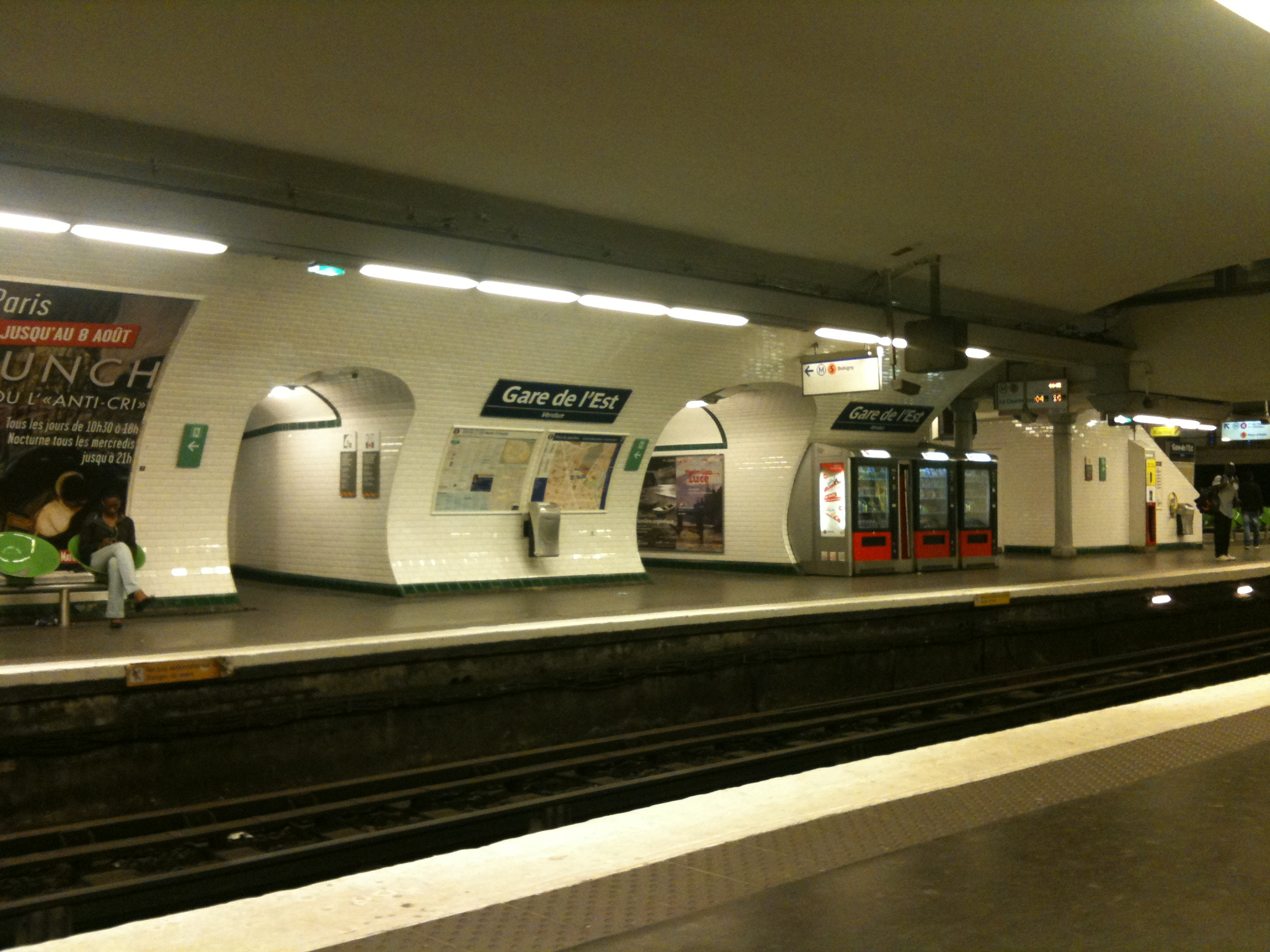
Зал линии 7
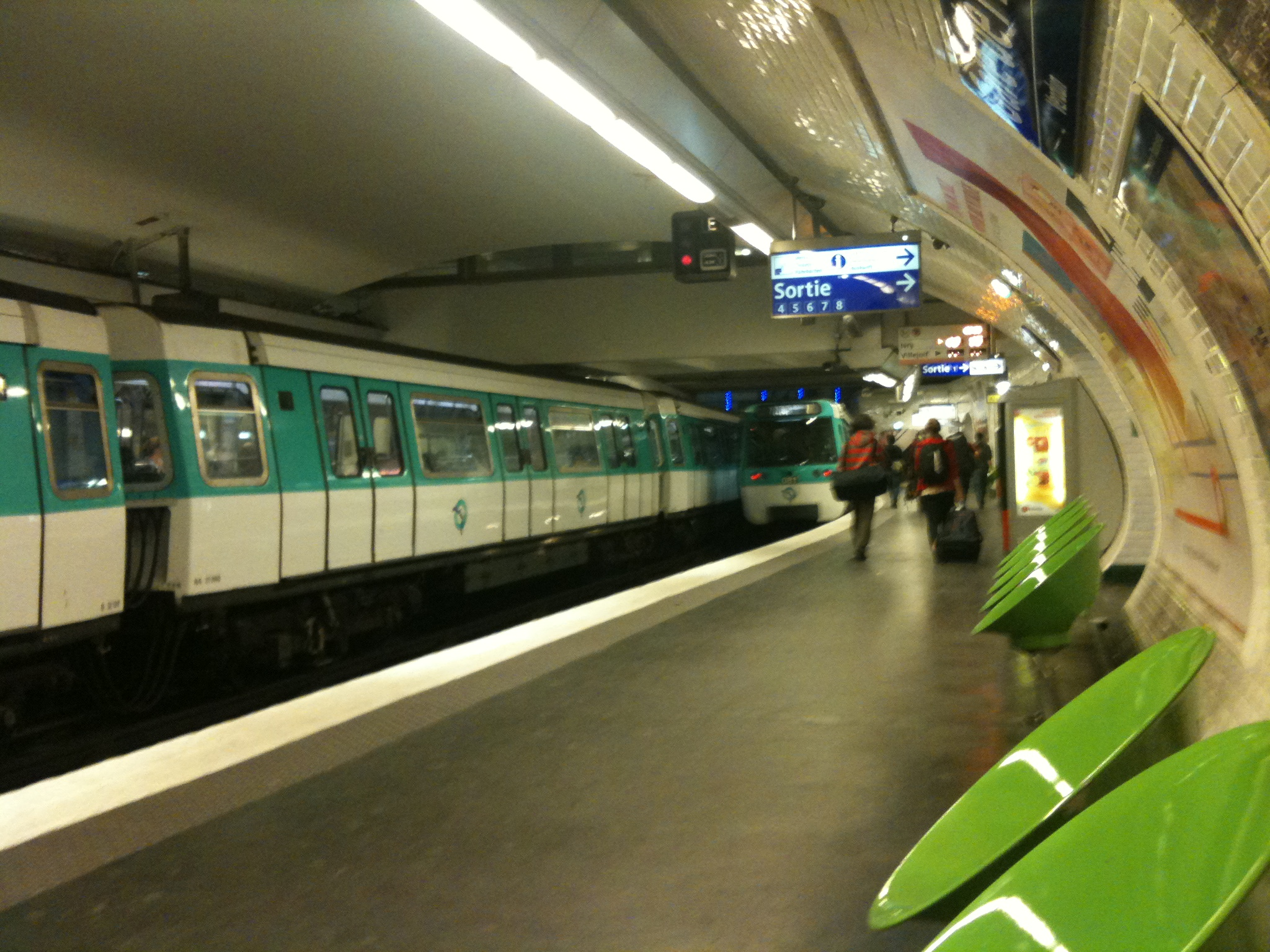
Состав модели MF 77 в зале линии 7